# Albany, Oregon
Albany är en stad i den amerikanska delstaten Oregon med en yta av 41,6 km² och en folkmängd, som uppgår till 48 770 invånare (2008). Albany är administrativ huvudort i Linn County. En del av staden är belägen i Benton County. Staden har fått sitt namn efter Albany, New York.